# No Tomorrow
No Tomorrow ist eine US-amerikanische Dramedy-Fantasy-Fernsehserie, die von Corinne Brinkerhoff entwickelt wurde. Sie basiert auf der brasilianischen Fernsehserie Como Aproveitar o Fim do Mundo, die im Jahr 2012 auf Rede Globo ausgestrahlt wurde. Die Serie besteht aus einer Staffel und 13 Episoden, da der ausstrahlende Sender aufgrund nicht zufriedenstellender Einschaltquoten auf eine Fortsetzung verzichtete und wurde vom 4. Oktober 2016 bis zum 17. Januar 2017 auf dem US-Fernsehsender The CW ausgestrahlt. Im Mai 2017 wurde, ähnlich wie bei der ebenfalls vom Sender abgesetzten Serie Frequency, ein kurzer Epilog Online veröffentlicht, welcher die beim Serienfinale offenen Enden, weitestgehend zusammenführt.

## Handlung
In der Serie geht es um eine Frau, die einen freigeistigen Mann kennenlernt, der sie bittet, eine Liste mit Dingen (hier „Apokalyst“ genannt) zu erstellen, die noch zu erledigen sind, bevor die Welt untergehe. Er behauptet, dass der Untergang in acht Monaten und zwölf Tagen stattfinden werde. Mit Hilfe ihrer Freunde versucht die Frau herauszufinden, ob der Mann ernst genommen werden kann, während man gemeinsam eine solche Liste erstellt.

## Besetzung

### Hauptbesetzung
- Joshua Sasse als Xavier
- Tori Anderson als Evie Covington
- Jonathan Langdon als Hank
- Sarayu Blue als Kareema
- Jesse Rath als Timothy Finger
- Amy Pietz als Deirdre

### Nebenbesetzung
- Ted McGinley als Gary
- Kelly Stables als Mary Anne

## Episodenliste
| Nr. | Deutscher Titel           | Originaltitel            | Erstausstrahlung USA | Deutschsprachige Erstausstrahlung (Joyn Primetime) | Regie           | Drehbuch                                              | Quoten (USA) |
| --- | ------------------------- | ------------------------ | -------------------- | -------------------------------------------------- | --------------- | ----------------------------------------------------- | ------------ |
| 1   | Nutze den Tag             | Pilot                    | 4. Okt. 2016         | 11. Nov. 2021                                      | Brad Silberling | Corinne Brinkerhoff, Scott McCabe & Tory Stanton      | 1,514 Mio.   |
| 2   | Der Sprung von der Klippe | No Crying in Baseball    | 11. Okt. 2016        | 18. Nov. 2021                                      | Stuart Gillard  | Maggie Friedman, Tory Stanton & Scott McCabe          | 0,741 Mio.   |
| 3   | Glauben oder Wissen       | No Doubt                 | 18. Okt. 2016        | 25. Nov. 2021                                      | John Putch      | Richard Hatem                                         | 0,807 Mio.   |
| 4   | Keine Zurückhaltung       | No Holds Barred          | 25. Okt. 2016        | 2. Dez. 2021                                       | Jeff Melman     | Jenna Lamia                                           | 0,776 Mio.   |
| 5   | Keine Reue zeigen         | No Regrets               | 1. Nov. 2016         | 9. Dez. 2021                                       | Ron Underwood   | Bill Krebs                                            | 0,760 Mio.   |
| 6   | Wiedergutmachung          | No Debts Remain Unpaid   | 15. Nov. 2016        | 16. Dez. 2021                                      | Allan Arkush    | Justin W. Lo                                          | 0,804 Mio.   |
| 7   | Hoher Besuch              | No You Say It First      | 22. Nov. 2016        | 23. Dez. 2021                                      | Stuart Gillard  | Grace Glassmeyer                                      | 0,803 Mio.   |
| 8   | Ratten und Revolution     | No Rest for the Weary    | 29. Nov. 2016        | 30. Dez. 2021                                      | Michael Schultz | Jessica Chou                                          | 0,937 Mio.   |
| 9   | Kleine Notlügen           | No Truer Words           | 6. Dez. 2016         | 6. Jan. 2022                                       | Ami Mann        | Anna Fisher                                           | 0,801 Mio.   |
| 10  | Angst vor Vergangenheit   | No Soup for You          | 27. Dez. 2016        | 13. Jan. 2022                                      | Anna Mastro     | Aaron Fullerton                                       | 0,595 Mio.   |
| 11  | No Woman No Cry           | No Woman No Cry          | 3. Jan. 2017         | 20. Jan. 2022                                      | Greg Beeman     | Scott McCabe & Tory Stanton                           | 0,508 Mio.   |
| 12  | Jugendliebe               | No Time Like the Present | 10. Jan. 2017        | 27. Jan. 2022                                      | Greg Prange     | Andrew Gettens & Lauren MacKenzie                     | 0,696 Mio.   |
| 13  | Nordlichter               | No Sleep ’Til Reykjavik  | 17. Jan. 2017        | 3. Feb. 2022                                       | Stuart Gillard  | Corinne Brinkerhoff, Gracie Glassmeyer & Justin W. Lo | 0,584 Mio.   |